# Castelo de Stahleck

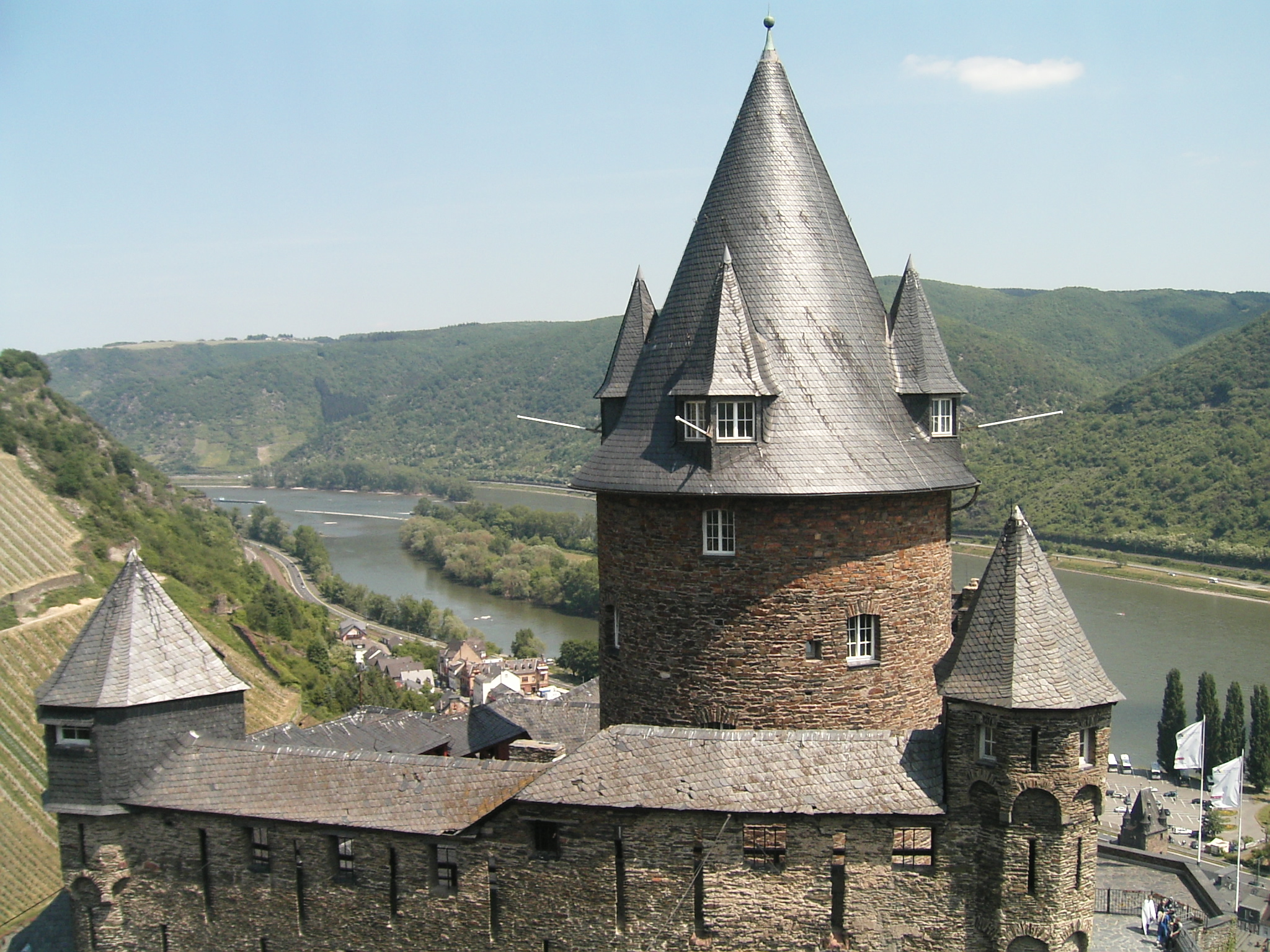
Castelo de Stahleck, Alemanha: aos fundos, o rio Reno.

O Castelo de Stahleck (Burg Stahleck, em alemão) localiza-se em Bacharach, Renânia-Palatinado, na Alemanha.

## História
Este castelo remonta ao século XII, erguido por ordens do arcebispo de Colônia.
Destruído no fim do século XVII, foi recostruído no início do século XX. Atualmente encontra-se requalificado como um albergue.
De seus muros é possível ter uma vista deslumbrante do rio Reno, no vale do Lorelei.